# أوران 9
أوران 9 (بالروسية: Уран-9) هي عربة برية غير مأهولة روسية الصنع. المركبة مزودة بمدفع عيار 30 ملم وصواريخ مضادة للدبابات والطائرات، يمكن تزويدها بصواريخ كورنت. اختُبرت المركبة على الأراضي السورية، وأظهر تقرير لمعهد الأبحاث المركزي الثالث التابع لوزارة الدفاع الروسية وجود نقاط قصور في المركبة في نظام التعليق والتصويب.

## استشهادات
1. ↑  "منصة أوران-9 القتالية الروسية تعاني من بعض العيوب والنواقص". الأمن والدفاع العربي. 19 يونيو 2018. مؤرشف من الأصل في 2018-08-16. اطلع عليه بتاريخ 2018-08-16.